# فرودگاه بین‌المللی لارناکا
فرودگاه بین‌المللی لارناکا بزرگترین فرودگاه کشور قبرس است.
به گزارش سازمان هواپیمایی کشوری در سال ۱۳۸۸ خورشیدی، ۲۵ پرواز از این فرودگاه به مقصد فرودگاه امام خمینی توسط شرکت‌های ایرانی انجام شده که در این میان ۲۹۵۹ نفر مسافر و ۹۱۰۳ کیلوگرم بار جابه جا شده‌است.